# Wellington Koo
Vi Kyuin Wellington Koo (chino: 顾维钧; pinyin: Gù Wéijūn; Wade-Giles: Ku Wei-chün) (Shanghái, 29 de enero de 1888-Nueva York, 14 de noviembre de 1985); diplomático chino, representó a su país en la Conferencia de Paz de París de 1919, tras la Primera Guerra Mundial.

## Comienzos
Nacido en Shanghái en 1888, era miembro de una familia originaria de la provincia de Hunan que se había asentado aguas abajo en el siglo XVII. Familia de mercaderes con algunos miembros en el funcionariado imperial, el padre de Gu había llegado a Shanghái de niño, como refugiado de la Rebelión Taiping. Casado con la madre de Gu a los dieciséis años, el padre de Gu prosperó, pasando de regentar una tienda a ser presidente de un banco y trabajar como recaudador de impuesto para el Gobierno.
Niño enfermizo, Gu fue curado de pequeño por un médico al que su padre prometió casarlo con su hija cuando fuese adulto. Su primera educación fue la tradicional confuciana, recibida de un maestro que no había logrado aprobar los exámenes de ingreso al cuerpo imperial de funcionarios. A los 11 años ingresó brevemente en la Anglo-Chinese Junior College, donde recibió nociones de cultura Europea y sufrió un incidente que le marcaría profundamente: fue detenido brevemente por un policía por infringir una norma sin importancia mientras un compañero británico salía indemne de la travesura, haciéndole sentir por primera vez la desigualdad de los tratados de extraterritorialidad. Gu pronto abandonó el College debido a la aparición de un brote de tifus, ingresando en 1900-1901 en la Talent Fostering School de Shanghái y, en 1903, pasando al St. John's College una escuela misionera estadounidense. A pesar del sesgo marcadamente prooccidental de la educación en la institución y de la inculcación religiosa, Gu no se convirtió al cristianismo, pero aprendió inglés y entró en contacto con otras futuras figuras de la política china del siglo XX.

## Formación en Estados Unidos
En 1903 se trasladó a los Estados Unidos junto con otros alumnos becados entre los que se contaba Alfred Sze, donde estudió la cultura occidental, para ayudar a China con el problema del imperialismo. Hablaba un inglés perfecto y fluido y comenzó a interesarse por la posición de China en la sociedad internacional. En 1905 la elección de su padre sobre su educación se mostró correcta cuando el Gobierno imperial abolió los exámenes tradicionales para acceder a la administración: a partir de entonces los conocimientos confucianos no garantizaban un puesto en la administración y las carreras políticas se forjarían gracias a la formación occidental.
Wellington Koo cursó estudios en la Universidad de Columbia de Nueva York entre 1905 y 1908, donde fue miembro de la Sociedad Philoléxiana, un círculo literario y de debates y participó intensamente en muchas actividades.  En 1908 fue elegido presidente de la asociación de estudiantes chinos en Estados Unidos, siendo recibido por el nuevo embajador chino en la capital norteamericana, que buscaba nuevos talentos para la administración china. De regreso a China en el verano, se casó según los deseos de su padre, pero el matrimonio resultó un fracaso, huyendo la esposa de vuelta a China y solicitando el divorcio.
En 1912 Koo recibió su doctorado en ciencias políticas, especializándose en derecho y diplomacia internacional en la Universidad de Columbia. Al haberse proclamado por entonces el fin del imperio y la creación de la nueva República de China, el primer ministro, Tang Shaoyi, el antiguo embajador en Washington, le ofreció el puesto de secretario de lengua inglesa, que aceptó.

## Regreso a China y carrera en el gobierno

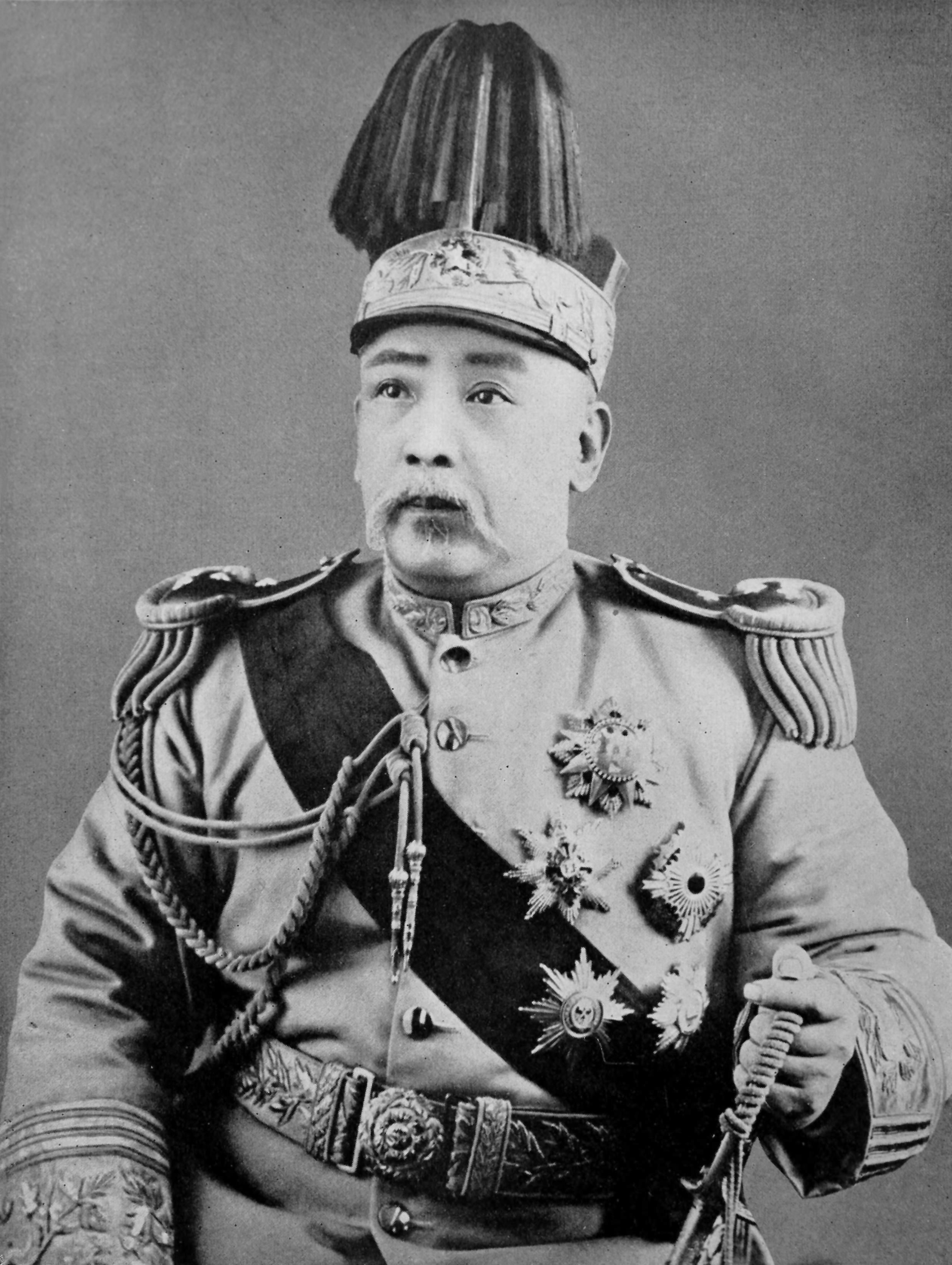
Yuan Shikai, antiguo general imperial y presidente de la nueva República de China, recibió el respaldo de Gu a pesar de sus controvertidas acciones que incluyeron un intento fallido de restauración de la monarquía en su persona.

Inmediatamente regresó a China pero por la ruta larga, atravesando Europa y Siberia para servir en la nueva República de China como secretario inglés del presidente Yuan Shikai. Tras la pronta caída de Tang, Gu abandonó la capital, pero regresó al habérsele ofrecido un puesto de ayudante en el ministerio de Exteriores, comenzando así su carrera diplomática.
En 1913, tras el divorcio de su primera esposa, contrajo un nuevo matrimonio en el verano. Su esposa era hija de Tang Shaoyi, Tang Baoyu, recientemente enemistado con Yuan Shikai y refugiado con Sun Yatsen en el Sur, logrando Gu conexiones políticas con los dos principales bandos de la política china del momento. Gu mantuvo su respaldo al controvertido Yuan, considerándole un gran caudillo a pesar de las numerosas críticas.
Participó en la negociación sino-japonesa de las Veintiuna exigencias, que trató de suavizar, con escaso éxito, redactando la ambigua aceptación china del 25 de mayo. Con el objetivo de tratar de frenar las exigencias japonesas Yuan trató de restaurar el imperio chino en su persona, enviando en 1915 a Koo a los Estados Unidos para tratar de justificar allí sus acciones. Enviado primero como embajador a México como paso previo, de camino, en octubre de 1915, se enteró de su nombramiento como embajador en la capital estadounidense.

## Embajador y representante en la Conferencia de París
Al sospechar, correctamente, que los Aliados planeaban realizar concesiones a Japón en China a cambio de su respaldo en la guerra, aconsejó al nuevo Gobierno, controlado por el caudillo militar Duan Qirui tras la muerte de Yuan, que China entrase en la contienda para contarse entre los vencedores y poder contrarrestar así las exigencias niponas.
En 1916 nació su primer hijo, Dechang (T. C. Koo). Dos años más tarde nació su hija, Patricia.
En el otoño de 1918 falleció su esposa en la epidemia de gripe que azotó el mundo al final de la guerra. El 28 de septiembre de 1918 Duan acepta el despliegue de tropas chinas en Shandong.

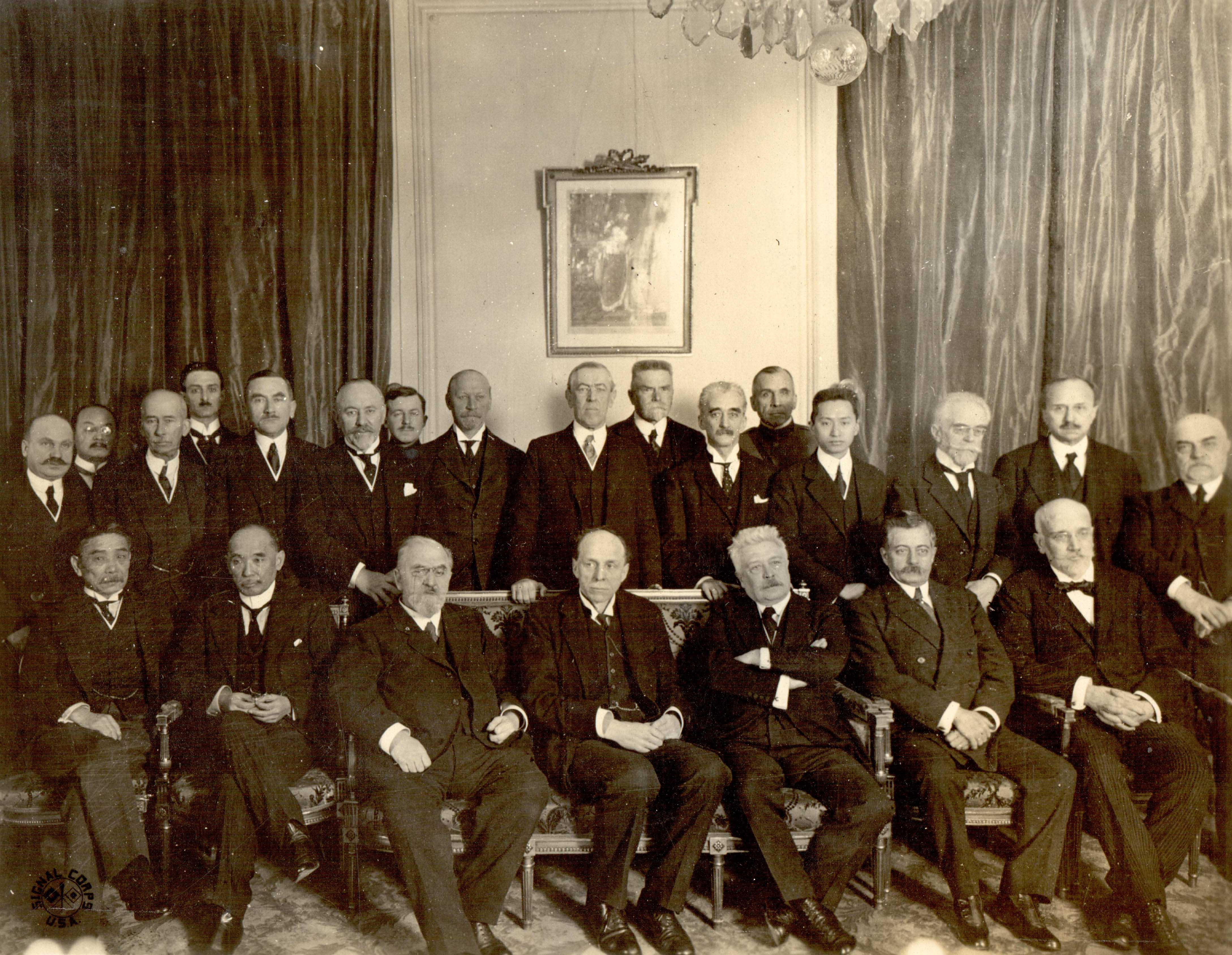
Gu, cuarto por la derecha, de pie, entre los demás miembros de la comisión para la formación de la Sociedad de las Naciones en 1919.

En 1919 fue uno de los delegados chinos a la Conferencia de Paz de París, hecho por el cual es famoso. Ante la frecuente enfermedad del jefe de la delegación, Gu fue nombrado su segundo, lo que causó desavenencias entre los miembros de la misma, que incluía representantes del Gobierno de Cantón, no reconocido internacionalmente. Ante las potencias occidentales y Japón, exigió que Japón devolviera Shandong a China, a pesar de que los acuerdos de Duan con los japoneses minaron su posición. También abogó porque los países occidentales terminaran con todas las instituciones imperialistas como el principio de extraterritorialidad, las tarifas aduaneras, las guardias de las embajadas, el acantonamiento de tropas en territorio chino y las concesiones. Las potencias occidentales denegaron sus demandas y, por consiguiente, la delegación china a la Conferencia de Paz de París fue la única nación que no ratificó el Tratado de Versalles en la ceremonia de la firma. A pesar de la defensa por parte de Gu de la postura china, los estudiantes nacionalistas protestaron intensamente contra la delegación china en el Movimiento del Cuatro de mayo, que fue la base del Partido Comunista de China.
Durante su estancia en París Gu, viudo con dos hijos pequeños, conoció a su segunda esposa, Oei Hui-lan, hija de un magnate azucarero chino asentado en Malasia. Ambos se casaron discretamente el Bruselas el 14 de noviembre de 1920.

## La Sociedad de las Naciones y la oposición a Japón

### Embajador y ministro
Koo también participó en la formación de la Sociedad de las Naciones como primer representante de China ante la nueva organización.
En 1921 se trasladó a Washington D. C. para participar en octubre en la Conferencia de Washington de 1921. Participó en numerosas conferencias durante los años veinte que trataron de modificar los resultados de la conferencia de paz, incluido el Tratado de las Nueve Potencias. En 1921 nace su hijo Wellington Koo el menor. En 1923 nació su otro hijo, Freeman Koo.
En 1922 fue reclamado en China, donde se le concedió una recepción de héroe y el puesto de ministro de Exteriores en el efímero «gabinete de hombres capaces», con el objetivo de tratar de lograr nuevos créditos para el país, al borde la bancarrota. En la primavera de 1923 volvió a ser nombrado para el mismo puesto para tratar de resolver el incidente diplomático por el asalto a un tren en el que varios extranjeros fueron capturados por una unidad militar de los caudillos militares que asolaban el país.

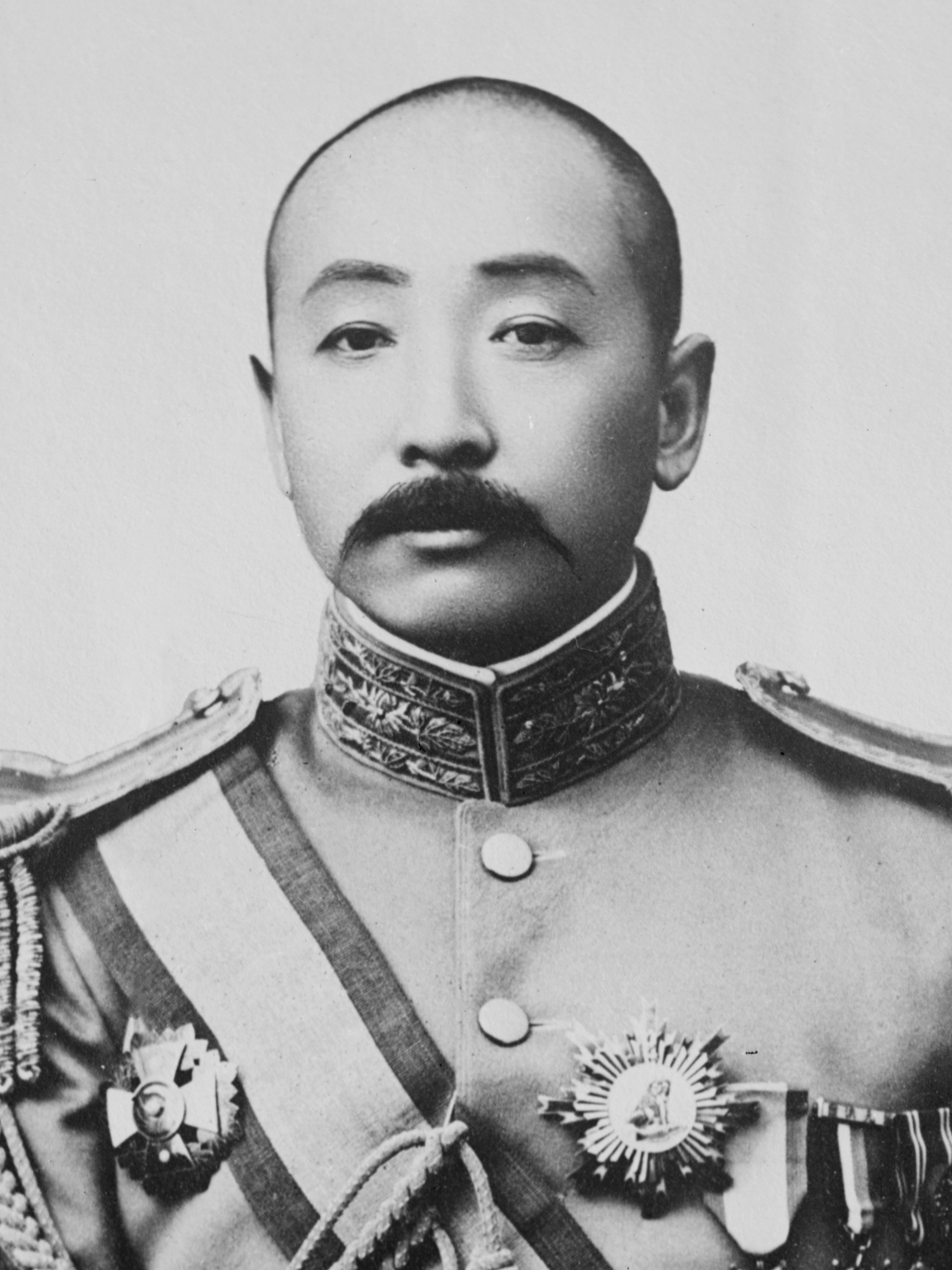
El caudillo militar Zhang Zuolin, para el que Gu ejerció como primer ministro y ministro de Exteriores en 1926-1927, antes de huir ante el avance de las tropas de Kuomintang.

En 1924 mantuvo conversaciones con los soviéticos que normalizaron mínimamente las relaciones bilaterales y condujeron al reconocimiento de hecho de la independencia de Mongolia, que pasó a convertirse en satélite soviético. Tras tratar de lograr la devolución de Weihaiwei por los británicos, tuvo que refugiarse en esta durante el golpe de Pekín. Tras la toma del control de la capital por Zhang Zuolin, Gu regresó, siendo nombrado primer ministro y ministro de Exteriores en 1926. En junio de 1927, tras la retirada de Zhang a Manchuria y la llegada de las tropas de Jiang Jieshi a Pekín, perdió la presidencia del Gobierno. Gu huyó nuevamente a Weihaiwei para evitar su detención por el nuevo Gobierno, que le consideraba partidario de Zhang. Tras solicitar infructuosamente asilo a los británicos, se exilió en Francia y Canadá durante el siguiente año y medio.
En 1928 oficiales japoneses en Manchuria asesinaron a Zhang, pasando el mando de sus tropas a su hijo, Zhang Xueliang, el  «joven mariscal», que, opuesto radicalmente a los japoneses, revivió la carrera de Gu, entonces en horas bajas. En 1929 regresó a China, donde fue acogido por el joven Zhang en Manchuria. En 1930 se le ofreció por segunda vez el puesto de ministro de Exteriores, que poco antes había rechazado por su persecución por el Guomindang, que esta vez aceptó.
La falta de respuesta del gobierno chino al incidente de Mukden en 1931 llevó a su persecución por los estudiantes nacionalistas, como les sucedió a otros diplomáticos chinos. Gu se opuso a las tácticas dilatorias de los japoneses ante la Sociedad de las Naciones y previendo la formación de un gobierno títere, el futuro Manchukuo.

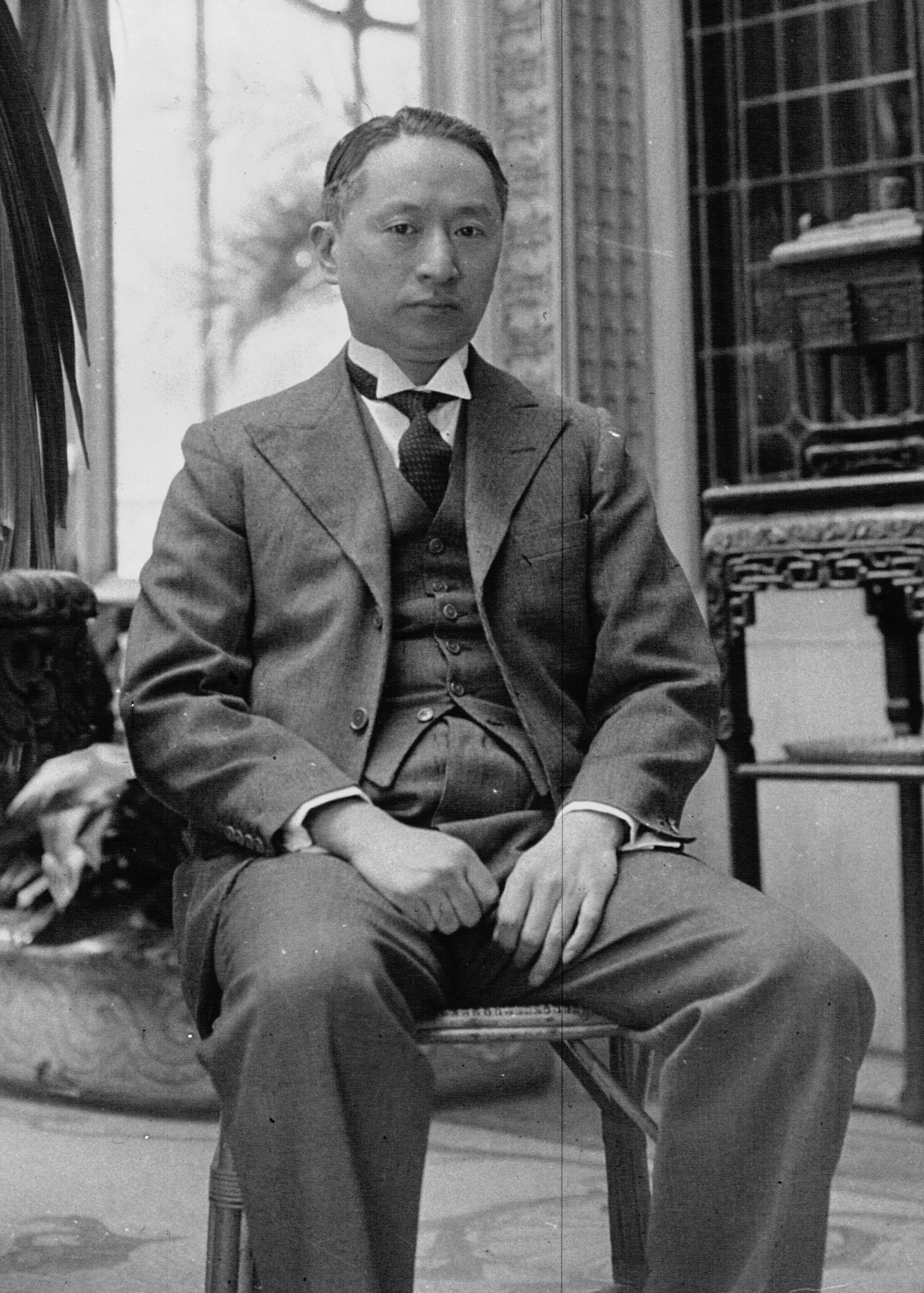
Gu durante su desempeño como embajador chino en Francia en 1936.

Representó a China ante la Sociedad de las Naciones para protestar contra la invasión japonesa de Manchuria, siendo miembro de la inútil «comisión Lytton» que trató de aplicar las resoluciones de la Sociedad en la Manchuria ocupada. En 1933 su discurso precedió el abandono japonés de la Sociedad.
Tras el estallido formal de la guerra entre China y Japón en 1937 tras varios años de escaramuzas, Gu denunció la agresión japonesa ante la Sociedad de las Naciones en un discurso el 15 de septiembre, en vano. Con las potencias rechazando imponer sanciones como exigía en gobierno chino, Gu hubo de contentarse con la reunión de una nueva conferencia para tratar el enfrentamiento entre los dos países a la que Japón no envió delegados y que se limitó a condenar de manera teórica a este. Desengañado de la utilidad de las resoluciones de la Sociedad, tras la crisis de Múnich las describió como «meras palabras huecas».
Tuvo el cargo de embajador chino en Francia desde 1936 hasta 1941, después de que Francia fuera ocupada por Alemania, huyendo brevemente a Lisboa para regresar como representante chino ante el régimen de Vichy. En 1936 y 1938 rechazó ser nombrado embajador en la URSS. En 1941 pasó a ser el embajador chino en el Reino Unido hasta 1946, relevando al embajador anterior que había sido nombrado ministro de Exteriores.
Durante su estancia en París Gu comenzó, para disgusto de su esposa, una relación con la que se convirtió más tarde en su tercera mujer. La segunda esposa de Gu utilizó sus influencias para destinar al marido a las Filipinas, donde fue más tarde ejecutado por los japoneses, pero no pudo evitar la reunión de la amante con su marido tras la guerra.
Tras el ataque japonés a Pearl Harbor que causó la entrada de Estados Unidos en la guerra mundial la posición de Gu quedó reforzada, logrando la promesa del Gobierno británico de renunciar a ciertas disposiciones de los tratados desiguales.

## La Organización de Naciones Unidas y la oposición a los comunistas
En 1945 Koo fue uno de los miembros fundadores de las Naciones Unidas. Considerado representante de la primera nación agredida en la guerra, fue el primero en firmar su carta fundacional el 26 de junio de 1945. Dos meses más tarde regresó a los Estados Unidos como embajador, intentando mantener la alianza entre la República de China y los Estados Unidos mientras el Kuomintang comenzaba a perder contra los comunistas chinos y tenía que retirarse a Taiwán. Gu lanzó una campaña a favor de los nacionalistas chinos y Jiang Jieshi para tratar de lograr el apoyo de la opinión pública estadounidense en la guerra civil china.
Gu fue fundamental para que el gobierno de Jiang Jieshi mantuviese durante varios años su puesto en el Consejo de Seguridad de las Naciones Unidas después de haber perdido el control de la China continental. Sin apenas ayuda financiera de su Gobierno y con una posición internacional cada vez más débil, Gu criticó algunas de las medidas de Jiang Jieshi, como el veto al ingreso de Mongolia, considerada por este territorio chino, en la ONU en 1955.
Desde 1946 a 1956 fue embajador chino (del Gobierno nacionalista) ante Estados Unidos y México.

## Últimos años
Koo dejó el servicio diplomático chino en 1956 después de 44 años y dos guerras mundiales. Fue el diplomático chino más experto y respetado. El mismo año fue nombrado consejero principal de Jiang Jieshi para asuntos exteriores pero solo desempeñó el cargo unos meses antes de aceptar el cargo de juez de la Tribunal Internacional de Justicia en La Haya, para el que fue elegido por su prestigio y reelegido para otros diez años. Durante los tres últimos fungió como vicepresidente del tribunal.
Gu y su tercera mujer se separaron el mismo año de su retiro de la carrera diplomática.
En 1967 se retiró dando paso a un sucesor filipino en el cargo y se mudó a la ciudad de Nueva York donde pasó el resto de su vida con su familia y sus amigos hasta su muerte en 1985, a la edad de 98 años.
| Predecesor: Du Xigui           | Presidente de la República de China (en funciones) 1926-1927           | Sucesor: Zhang Zuolin       |
| Predecesor: Sun Baoqi Du Xigui | Primer ministro de la República de China (en funciones) 1924 1926-1927 | Sucesor: Yan Huiqing Pan Fu |